# Tick, Tick... Boom! (comédie musicale)
Pour l'adaptation cinématographique, voir Tick, Tick... Boom! (film). Pour les articles homonymes, voir Tick Tick Boom.
Tick, Tick... Boom! est une comédie musicale américaine de Jonathan Larson. L'histoire est semi-autobiographique, comme l'a déclaré le père de Larson dans les notes sur la pochette de l'enregistrement audio du spectacle.
Larson commence à interpréter la pièce en tant qu'œuvre solo en 1990. Après sa mort, en 1996, elle est révisée et remaniée par le dramaturge David Auburn en tant que pièce pour trois acteurs et créée à Off-Broadway en 2001. Depuis lors, le spectacle a eu une production Off West End, une production West End, une tournée nationale américaine, deux reprises Off-Broadway, en 2014 et 2016, et de nombreuses productions locales et internationales.
Une adaptation cinématographique, réalisée par Lin-Manuel Miranda et mettant en vedette Andrew Garfield dans le rôle principal, est sortie sur Netflix en novembre 2021.

## Synopsis
L’histoire
Jon est un compositeur en herbe pour le théâtre musical, qui vit à SoHo, New York. Nous sommes en 1990, et à l'approche de son 30e anniversaire, Jon s'inquiète de son vieillissement et de son manque de réussite ("30/90"). Michael, un ami d’enfance de Jon, a abandonné le métier d'acteur pour poursuivre une carrière plus lucrative dans le marketing. Susan, la petite amie de Jon, est une danseuse qui enseigne le ballet à des "enfants riches et sans talent". Sur le toit de son immeuble, Jon révèle qu'il est nerveux à l'idée d'un prochain atelier sur sa nouvelle comédie musicale, Superbia. Lorsque Susan vient le rejoindre, il la flatte à propos de sa robe et lui dit à quel point elle la rend belle ("Green Green Dress").
Le lendemain matin, Susan demande à Jon s'il est possible de quitter New York. Jon est déchiré entre suivre son rêve de compositeur et opter pour la sécurité et la famille dans une autre carrière ("Johnny Can't Decide"). Sa rêverie est interrompue lorsqu'il se souvient de son travail quotidien de serveur dans un restaurant de SoHo (« Sunday").
Après le travail, Michael vient chercher Jon dans sa toute nouvelle BMW pour lui montrer son nouvel appartement. Michael exulte à l'idée d'une vie de luxe ("No More") et fait pression sur Jon pour qu'il envisage de changer de carrière.
Jon accepte d'accompagner Michael au travail le lendemain et de participer à une séance de brainstorming dans son entreprise. De retour à la maison, Jon prévoit de passer le reste de la soirée à composer, mais il est interrompu par un appel de Susan ("Therapy").
Au bureau de Michael, la séance de brainstorming consiste à trouver un substitut de graisse de cuisson à travers un processus alambiqué. Jon se moque de la futilité du processus et son refus de coopérer le fait exclure de la réunion. Alors que Jon conduit Michael à l'aéroport pour un voyage d'affaires, ils se disputent à propos de la réunion. Michael dit à Jon que la vie que Susan souhaite ne semble pas mauvaise et qu'il aimerait que son travail lui donne la chance de se poser ("Real Life"). 
Après avoir déposé Michael, Jon se rend à une répétition pour Superbia, mais pas avant de s'être arrêté pour prendre une collation de Twinkies ("Sugar"). Au marché, il aperçoit Karessa Johnson, l'une de ses actrices pour Superbia. Elle lui révèle une faiblesse similaire pour les Twinkies, ce qui les conduit à une amitié soudaine. Après la répétition, Susan voit Jon et Karessa marcher ensemble et devient jalouse. Jon supplie Susan de rester et d'être avec lui. Malgré cela, elle part chez elle et Jon réfléchit à ce qui a pu se passer pour qu'elle se comporte de cette façon (« See Her Smile »).
Le lendemain matin, Jon arrive tôt au théâtre pour l'atelier de Superbia. Karessa brille avec sa performance de « Come to Your Senses ». Jon reçoit de nombreuses félicitations, mais aucune offre pour produire le spectacle, et donc, à ses yeux, l'atelier a été un échec. Jon rend visite à Michael et lui dit qu'il en a fini avec la musique et le théâtre. Michael dit que même s'il aime gagner beaucoup plus d'argent maintenant, il trouve le travail ennuyant et peu gratifiant. Les deux se disputent, et Jon crie sur Michael car il ne comprend pas la peur et l'insécurité. Michael confesse à Jon qu'il est séropositif. Choqué, Jon part rapidement et erre dans Central Park jusqu'à ce qu'il se retrouve devant le théâtre Delacorte, fermé. Il trouve un vieux piano de répétition et commence à en jouer tout en rassemblant ses pensées. Il se demande si le sacrifice pour sa carrière artistique en vaut la peine, et si ceux qui l’incitent à « tout avoir, de jouer le jeu » ont raison (« Why »). Finalement, il réalise qu'il ne sera heureux qu'en tant que compositeur professionnel, quelles que soient les difficultés que cela peut entraîner.
Le lendemain matin, Jon fête ses trente ans ("30/90 (Reprise)"). Il croise Susan, qui s'apprête à partir. Elle lui offre son cadeau d'anniversaire : mille feuilles de papier manuscrit vierges. Ils conviennent de s'écrire et elle part. Le téléphone sonne et l'appel est celui de l'idole de Jon, Stephen Sondheim. Sondheim laisse à Jon ses coordonnées afin qu'ils puissent se rencontrer et discuter de Superbia. Jon réalise qu'il est entouré d'amis et que ses talents sont enfin reconnus ("Louder than Words")

## Fiche technique
- Titre original : Tick, Tick… Boom!
- Livret : Jonathan Larson, révisé par David Auburn
- Lyrics : Jonathan Larson
- Musique : Jonathan Larson
- Direction musicale, arrangements et orchestrations : Steve Oremus
- Mise en scène : Scott Schwartz
- Décors : Anna Louizos
- Costumes : David Zinn
- Coiffures : Antonio Suddo
- Lumières : Kenneth Posner
- Son : Jon Weston
- Chorégraphie : Christopher Gatelli
- Production : Robyn Goodman, Dede Harris, Victoria Leacock, Lorie Cowen Levy, Beth Smith
- Pays d’origine :  États-Unis
- Langue originale : anglais
- Date de première représentation : 23 mai 2001 au Jane Street Theatre (Off-Broadway)
- Date de dernière représentation : 6 janvier 2002
- Nombre de représentations consécutives : 215

Source Internet Off-Broadway Database

## Distribution de la création
- Raúl Esparza : Jon
- Jerry Dixon : Michael
- Amy Spanger : Susan

## Numéros musicaux
- 30/90 – Jon, Michael, Susan
- Green Green Dress – Jon, Susan
- Johnny Can't Decide – Jon, Susan, Michael
- Sunday – Jon et les patrons du diner
- No More – Michael, Jon
- Therapy – Jon, Susan
- Times Square
- Real Life – Michael et la troupe
- Sugar – Jon, Karessa, le gars du comptoir
- See Her Smile – Jon et la troupe (inclut une reprise de "Real Life")
- Superbia Intro
- Come to Your Senses – Karessa
- Why – Jon
- 30/90 Reprise – Jon
- Louder Than Words – la troupe

Remarques
- Sunday, la chanson de Jon au restaurant, est basée sur le final de l'acte I de la comédie musicale de Stephen Sondheim Sunday in the Park with George ; Larson l'a conçu comme un hommage humoristique à Sondheim, l'une de ses plus grandes influences[7].
- Dans Johnny Can't Decide, tous les personnages se réfèrent à eux-mêmes à la troisième personne, tout comme George dans la chanson Lesson #8 de Sunday in the Park with George.
- Une autre référence à Sondheim est présente dans la chanson Why. Non seulement en mentionnant West Side Story dans les paroles, la chanson utilise le même triton rendu célèbre dans la chanson Maria.
- Why contient des fragments de plusieurs autres chansons : Yellow Bird, Let's Go Fly a Kite du film Mary Poppins , Cool et Tonight – Quintet tous deux de West Side Story, et Come to Your Senses de Superbia de Larson.
- Sur l'enregistrement du casting, il y a une chanson supplémentaire coupée de la version finale, Boho Days. Cette piste est l'un des rares enregistrements de la voix de Larson accessibles au public. Il a été extrait d'une cassette démo enregistrée par Larson lors du développement de Tick, Tick... Boom!.
- Sur l'album démo de 1989 de Tick, Tick... Boom!, une piste est Why, interprétée par Larson lui-même. Dans cet enregistrement, à la place de Come to Your Senses se trouve un fragment de LCD Readout, qui vient également de Superbia.

## Productions
Le spectacle est joué pour la première fois Off-Broadway entre le 6 et le 9 septembre 1990 par Jonathan Larson dans un atelier au Second Stage Theatre sous le titre Boho Days. Larson révise la pièce en développement, change le titre en Tick, Tick... Boom! et présente la pièce en novembre 1991 au Village Gate, puis plus tard en 1992 et 1993 dans les festivals O Solo Mio au New York Theatre Workshop. Larson interprète le spectacle comme un « monologue rock », une nouvelle forme de théâtre pour l'époque. La production attire l'attention d'un jeune producteur, Jeffrey Seller, devenu un fan du travail de Larson. En 1995, il assiste à la production du New York Theatre Workshop de la comédie musicale Rent et convainc ses partenaires de la transférer à Broadway.
Après la mort de Larson en 1996, Leacock demande à David Auburn, auteur de la pièce de théâtre La Preuve, lauréat du prix Pulitzer, de reconfigurer Tick, Tick... Boom!. Ce dernier restructure le monologue en une comédie musicale à trois acteurs, l'un jouant Jon et les deux autres Michael et Susan ainsi que tous les autres rôles dans le spectacle. De plus, le script et la partition sont rationalisés et modifiés. Cette version révisée de la pièce est créée Off-Broadway au Jane Street Theatre le 23 mai 2001. Auburn a reçu le crédit de "Script Consultant".

### Première Off-Broadway
La version remaniée est créée Off-Broadway au Jane Street Theatre le 23 mai 2001 et se termine le 6 janvier 2002. Mise en scène par Scott Schwartz, avec une chorégraphie de Christopher Gatelli, la distribution est composée de Raúl Esparza dans le rôle de Jon, Jerry Dixon dans le rôle de Michael, et Amy Spanger dans le rôle de Susan. Molly Ringwald et Natascia Diaz remplacent ensuite Spanger dans le rôle de Susan, et Joey McIntyre remplace Esparza en tant que Jon. La production a reçu sept nominations aux Drama Desk Awards, dont celle de la meilleure comédie musicale et remporte le Outer Critics Circle Award dans la catégorie comédie musicale Off-Broadway ; Esparza remporte quant à lui un Obie Award pour son interprétation. L'enregistrement original de la distribution sort en 2001 chez RCA Victor Broadway.

### Tournée nationale américaine (2003)
Une production itinérante du spectacle mise en scène par Schwartz est organisée en 2003 avec Christian Campbell dans le rôle de Jon, Nikki Snelson dans le rôle de Susan et Wilson Cruz dans le rôle de Michael. La tournée comprend Dallas, Fort Lauderdale, West Palm Beach, East Lansing, Michigan, Philadelphie, Baltimore, Minneapolis, Hershey, Pennsylvanie, Nashville, Washington DC, Pittsburgh, Chicago et Boston.

### Première à Londres (2005)
Tick, Tick... Boum ! ouvre ses portes à Londres à la Menier Chocolate Factory le 31 mai 2005, jusqu'au 28 août 2005. Encore une fois mis en scène par Scott Schwartz, la distribution comprend Neil Patrick Harris dans le rôle de Jon — remplacé plus tard par Christian Campbell —, Tee Jaye dans le rôle de Michael et Cassidy Janson comme Susan.

### Production californienne (2005-2006)
Une production californienne est présentée à la Rubicon Theatre Company à Ventura, en Californie , du 19 novembre 2005 au 18 décembre 2005. La distribution comprend Andrew Samonsky dans le rôle de Jon, Wilson Cruz dans le rôle de Michael et Natascia Diaz dans le rôle de Susan. La production est déplacée au Coronet Theatre, à West Hollywood jusqu'au 16 juillet 2006, avec Tami Tappan Damiano dans le rôle de Susan.

### Première canadienne (2005)
Une production canadienne est montée par l'Acting Up Stage Theatre Company au Poor Alex Theatre de Toronto en 2005. Le metteur en scène est Mario D'Alimonte et la distribution est composée de Dean Armstrong dans le rôle de Jon, de Michael Dufays dans celui de Michael et de Daphne Moens dans celui de Susan.

### Première de Londres West End (2009)
Tick, Tick... Boum ! est créé dans le West End pour une durée limitée au Duchess Theatre du 13 au 17 mai 2009. Mis en scène par Hannah Chissick, la distribution réunit Paul Keating dans le rôle de Jon, Julie Atherton dans le rôle de Susan et Leon Lopez dans le rôle de Michael.

### Encores! Off-Center(2014)
Le New York City Center produit une reprise de Tick, Tick... Boom! dans le cadre de ses spectacles Encores! Off-Center avec Lin-Manuel Miranda dans le rôle de Jon, Karen Olivo dans le rôle de Susan et Leslie Odom Jr. dans le rôle de Michael. Les représentations ont lieu du 25 au 28 juin 2014.

### Renaissance Off-Broadway (2016)
Tick, Tick... Boum ! est relancé en octobre 2016 au Theatre Row, avec Ciara Renée, Nick Blaemire et George Salazar. Les avant-premières commencent le 4 octobre, le spectacle ouvre le 20 octobre 2016 et se termine le 18 décembre 2016. Il est mis en scène par Jonathan Silverstein, le directeur artistique de Keen Company. Lilli Cooper reprend le rôle de Susan le 22 novembre 2016.

### Production japonaise (2024)
Produite par la Tōhō, la comédie musicale est adaptée en japonais par Ako Takahashi et mise en scène par Andy Señor Jr. Kota Yabu (John), Ayaka Umeda (Susan) et Keita Richard Kusama (Michael) tiennent les rôles principaux.

## Distinctions

### Récompenses
- Obie Awards 2002 : Meilleur acteur pour Raúl Esparza
- Outer Critics Circle Awards 2002 : Meilleure comédie musicale Off-Broadway

### Nominations
- Drama Desk Awards 2002 :
  - Meilleure comédie musicale
  - Meilleur livret de comédie musicale pour Jonathan Larson et David Auburn
  - Meilleure musique pour Jonathan Larson
  - Meilleurs lyrics pour Jonathan Larson
  - Meilleur metteur en scène d'une comédie musicale pour Scott Schwartz
  - Meilleur acteur dans une comédie musicale pour Raúl Esparza
  - Meilleur second rôle masculin dans une comédie musicale pour Jerry Dixon
- Lucille Lortel Awards 2002 : Meilleure comédie musicale pour Jonathan Larson (livret, musique et paroles), Victoria Leacock, Robyn Goodman, Dede Harris, Lorie Cowen Levy et Beth Smith (producteurs)